# Gracilisuchus
Gracilisuchus (lat. “cocodrilo grácil”) es un género de arcosauromofos gracilisúquidos que vivió a mediados del período Triásico, en el Anisiense y  Ladiniense hace aproximadamente entre 240 y 235 millones de años en lo que es hoy Sudamérica. Fue descrito por A. S. Romer en 1972 y por un tiempo fue considerado un dinosaurio, aunque ahora se le considera un taxón hermano de los Crocodylomorpha. Sus restos se encontraron en la Formación Los Chañares de la Provincia de La Rioja, en la región cuyana de la Argentina.

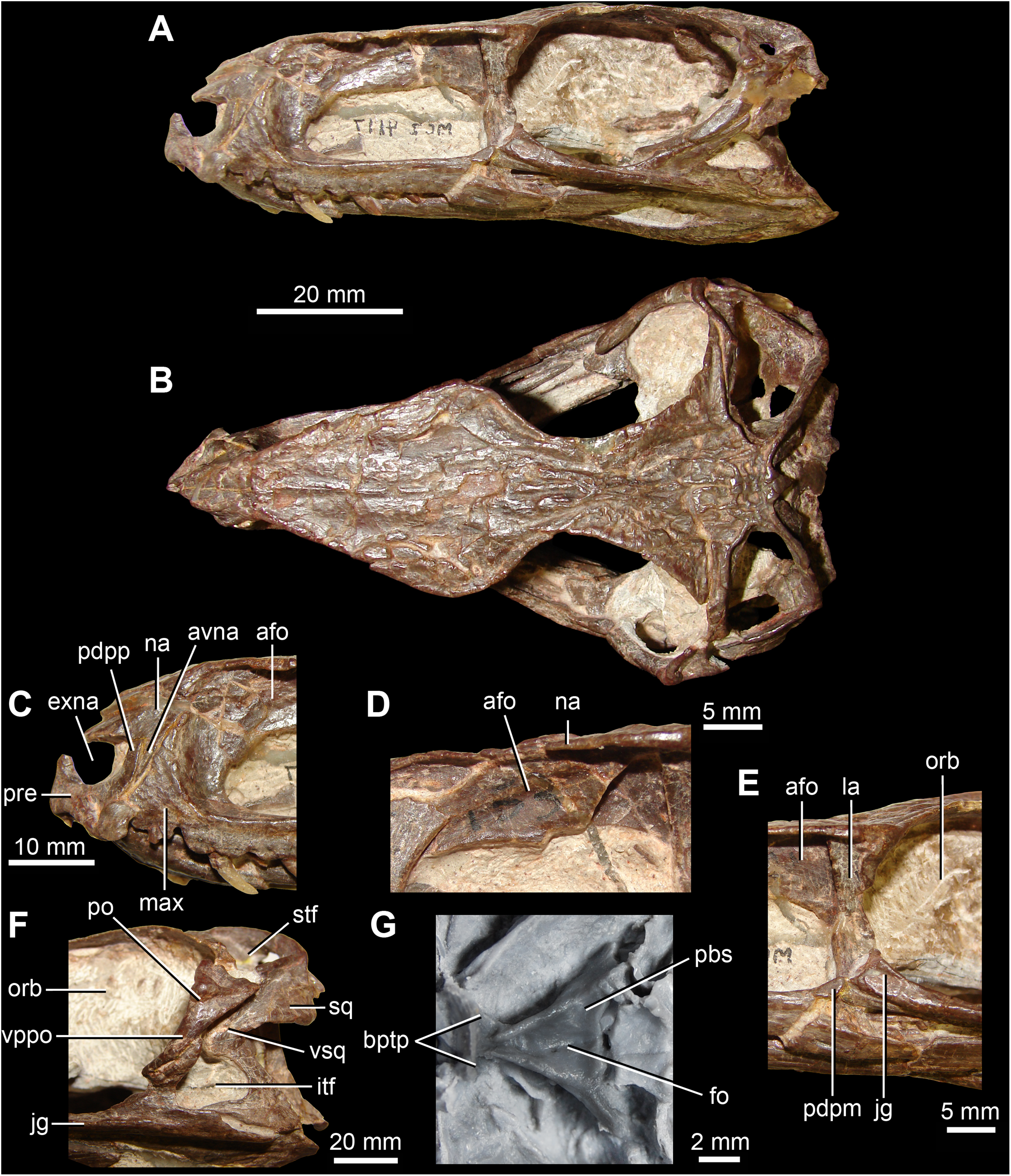
Vistas del cráneo de Gracilisuchus.

Animal de pequeñas dimensiones, media alrededor de 70 centímetros de largo por 30 de alto. El cráneo es bajo y alargado, en vista dorsal es triangular, con el extremo anterior muy angosto y la base ancha. Sus grandes órbitas oculares se proyectan hacia la dorsal, por lo que los ojos se proyectarían laterodorsal y rostralmente, tal vez con considerable superposición de los campos visuales. Su mandíbula es algo más corta que la longitud del cráneo, llegando solo a la mitad del premaxilar. Poseía dos vértebras sacras y 45 vértebras caudales de tamaño decreciente. La extremidad posterior del tarso es más derivado en relación con tecodontes más antiguos como Euparkeria. Gracilisuchus poseía una marcada reducción de los miembros anteriores que eran un 40% menores que los miembros posteriores, por lo que se piensa que podía correr erguido en sus patas traseras. Gracilisuchus era un animal de tierra bien adaptado, protegido por una fila doble de las placas óseas que recorrían su espina dorsal hasta la extremidad de la cola. Se trató de un pequeño depredador cuyo principal alimento estaría constituido principalmente de insectos y vertebrados pequeños. 